# Manoir de la Fosse
Le manoir de la Fosse est un manoir situé à Saint-Saturnin-sur-Loire, en France.

## Localisation
Le manoir est situé dans le département français de Maine-et-Loire, sur la commune de Saint-Saturnin-sur-Loire.

## Historique
L'édifice est inscrit au titre des monuments historiques en 1968.